# Croatia Airlines
A Croatia Airlines Horvátország állami tulajdonban lévő nemzeti légitársasága. Központja Zágráb külvárosában, Buzinban található. A légitársaság főleg belföldre és más európai repülőterekre üzemeltet járatokat. Bázisrepülőtere a Zágráb-Franjo Tuđman repülőtér, emellett fontos központja a dubrovniki, a spliti és a Zárai repülőtér. A légitársaság 2004 novembere óta a Star Alliance tagja.

## Története

### A kezdetek

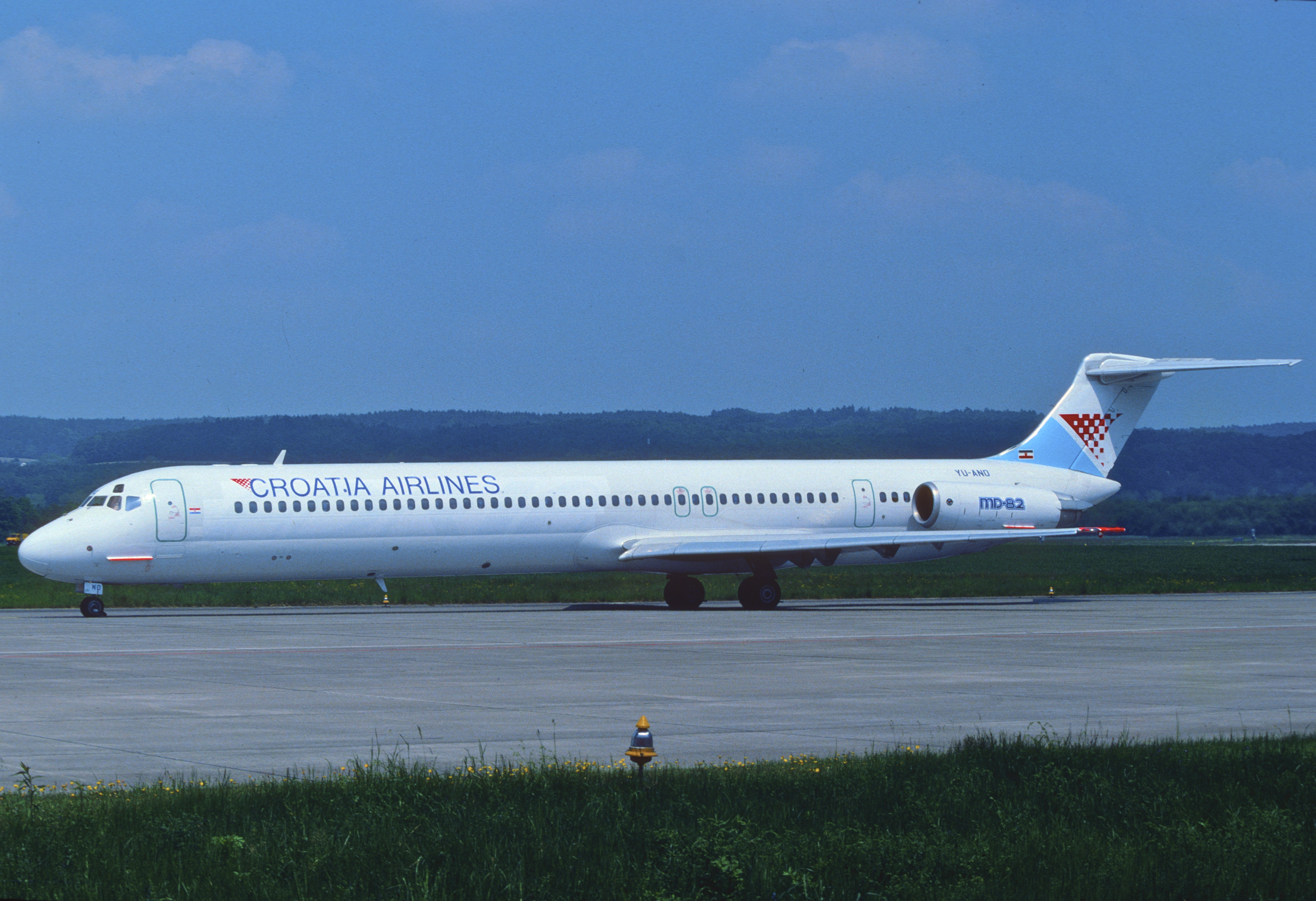
A Croatia Airlines McDonnell Douglas MD–82 gépe 1991 júniusában

A légitársaságot 1989. július 20-án alapították, Zagreb Airlines, röviden Zagal néven. A cég egyetlen Cessna 402 repülőgéppel kezdte meg működését, amellyel a UPS küldeményeit szállította. A horvátországi első demokratikus választások után, 1990. július 23-án a Zagal felvette a Croatia Airlines nevet.
1991-ben a Croatia Airlines egy McDonnell Douglas MD-82 gépet lízingelt az Adria Airwaystől, és megkezdte belföldi utasszállító szolgáltatását Zágráb és Split között, a horvát függetlenségi háború és a horvát légtér lezárása miatt azonban nem sokkal később fel kellett függesztenie működését. Mikor újraindíthatta tevékenységét, a Croatia Airlines beszerzett három Boeing 737-t a Lufthansától, és a Nemzetközi Légi Szállítási Szövetség (IATA) tagja lett. A frissen függetlenné vált Horvátország nemzeti légitársaságaként 1992. április 5-én indította meg első nemzetközi járatát, Zágrábból Frankfurtba.
1993-ban két új ATR 42 és két újabb Boeing 737 géppel bővült a flotta. A cég képviseleti irodát nyitott számos európai városban, majd felvásárolta az Obzor utazási irodát, hogy egyéni és csoportos utazásokat kínálhasson. 1994-ben a Croatia Airlines egymilliomodik utasát szállította. Még ebben az évben II. János Pál pápa ezzel a légitársasággal érkezett Horvátországba.
1995-ben újabb ATR 42 érkezett a flottába, és megérkezett a kétmilliomodik utas is. 1996-ban a Croatia Airlines lett az első légitársaság a boszniai háború után, amely járatot indított Szarajevóba. 1997-ben a légitársaság megvásárolta első Airbus A320 repülőgépét, amely a Rijeka nevet kapta, 1998-ban pedig újabb géptípussal bővült a flotta, ekkor vette meg a cég az első Airbus A319-et, a Zadart. A Croatia Airlines ugyanebben az évben az Európai Légitársaságok Szövetségének (AEA) tagjává vált. 1999-re a Croatian Airlines két újabb Airbus-géppel rendelkezett, és kezdte eladni a Boeingeket a flottájából. Ebben az évben repült a légitársasággal ötmilliomodik utasa.

### 2000 után

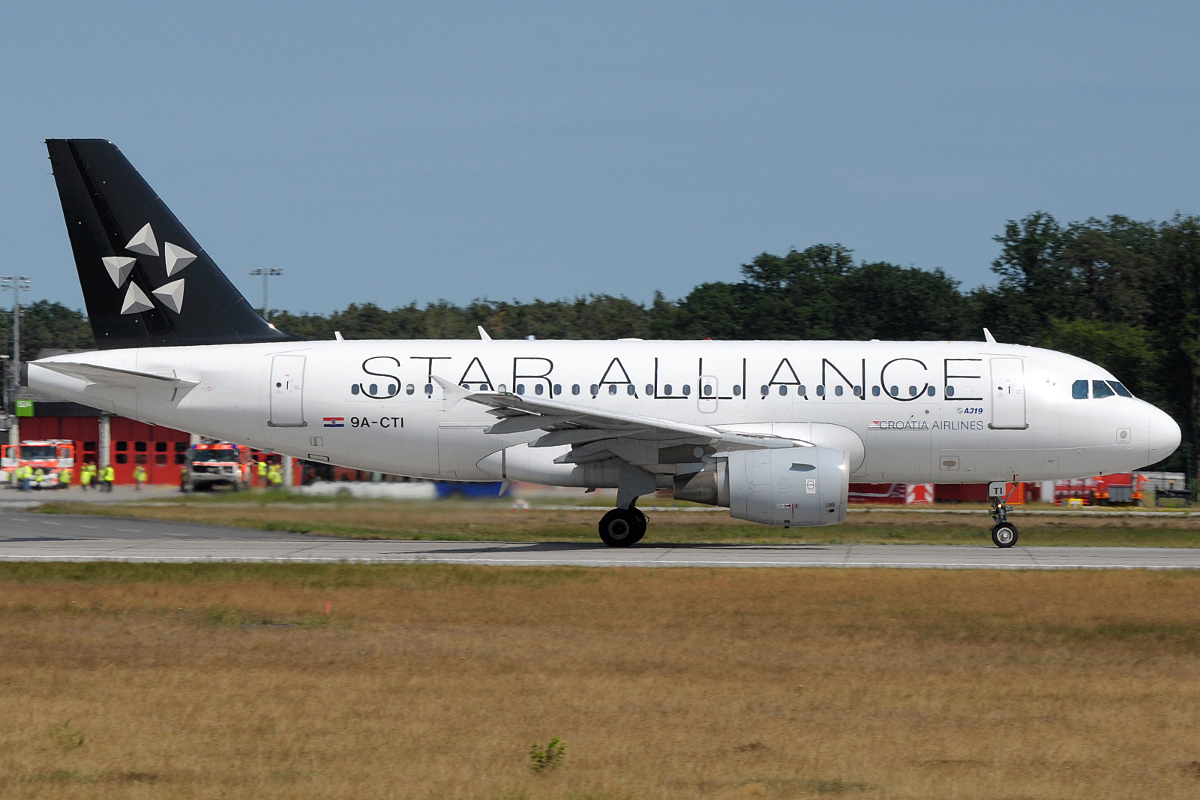
A Croatia Airlines Airbus A319-100 gépe Star Alliance festésben

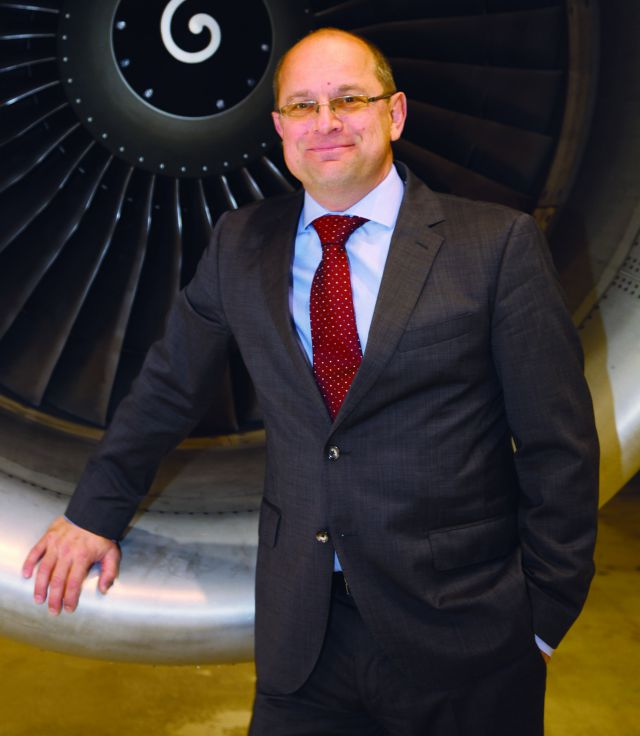
Krešimir Kučko, elnök-vezérigazgató

2000-ben két újabb Airbus-gép érkezett a flottába, és a cég bevezette az autonata jegyrendszert. 2001-ben a légitársaság karbantartási és műszaki teljesítő tanúsítványt kapott a Luftfahrt-Bundesamt német légügyi hatóságtól. 2004. november 18-án a Croatia Airlines a Star Alliance tagja lett.
2009 márciusára a légitársaság kivonta a forgalomból a három, rövid távú ATR 42 repülőgépét, miután 1993 óta használta ezt a típust, és helyette hat Bombardier Dash 8 Q400 állt forgalomba, melyek közül az első 2008 májusában érkezett meg.
Az Airbus és a Croatia Airlines 2008. október 22-én bejelentették, hogy a légitársaság négy további, 132 üléses A319 repülőgépet rendelt, melyeket 2013-tól szállít le a gyártó.
A légitársaság 2009 júliusában szállította húszmilliomodik utasát, és 2000 óta évente több mint egymillió utast szállít.
A Croatia Airlines és karbantartási partnere, a Lufthansa 2011. május 13-án bejelentette, hogy egyes A320 gépekbe 2012 nyarától kezdve új, keskenyebb Recaro üléseket szerelnek a turistaosztályon, így a gépek kapacitása két sorral nő.
A légitársaság éveken át veszteségesen működött; 2012 novemberében a kormány bejelentette, hogy 800 millió kunával támogatja, hogy 2013-tól költséghatékonyan működhessen. A kormány célul tűzte ki a légitársaság átszervezését, két éven belül tíz százalékos dolgozói létszámcsökkentéssel és stratégiai befektető keresésével.
2015-ben a légitársaság megerősítette, hogy két Embraer 190 repülőgépet tervez lízingelni a Montenegro Airlinestól, és 2018-ra hat új géppel bővíti flottáját.

## Vállalati ügyek

### Tulajdonosi szerkezet

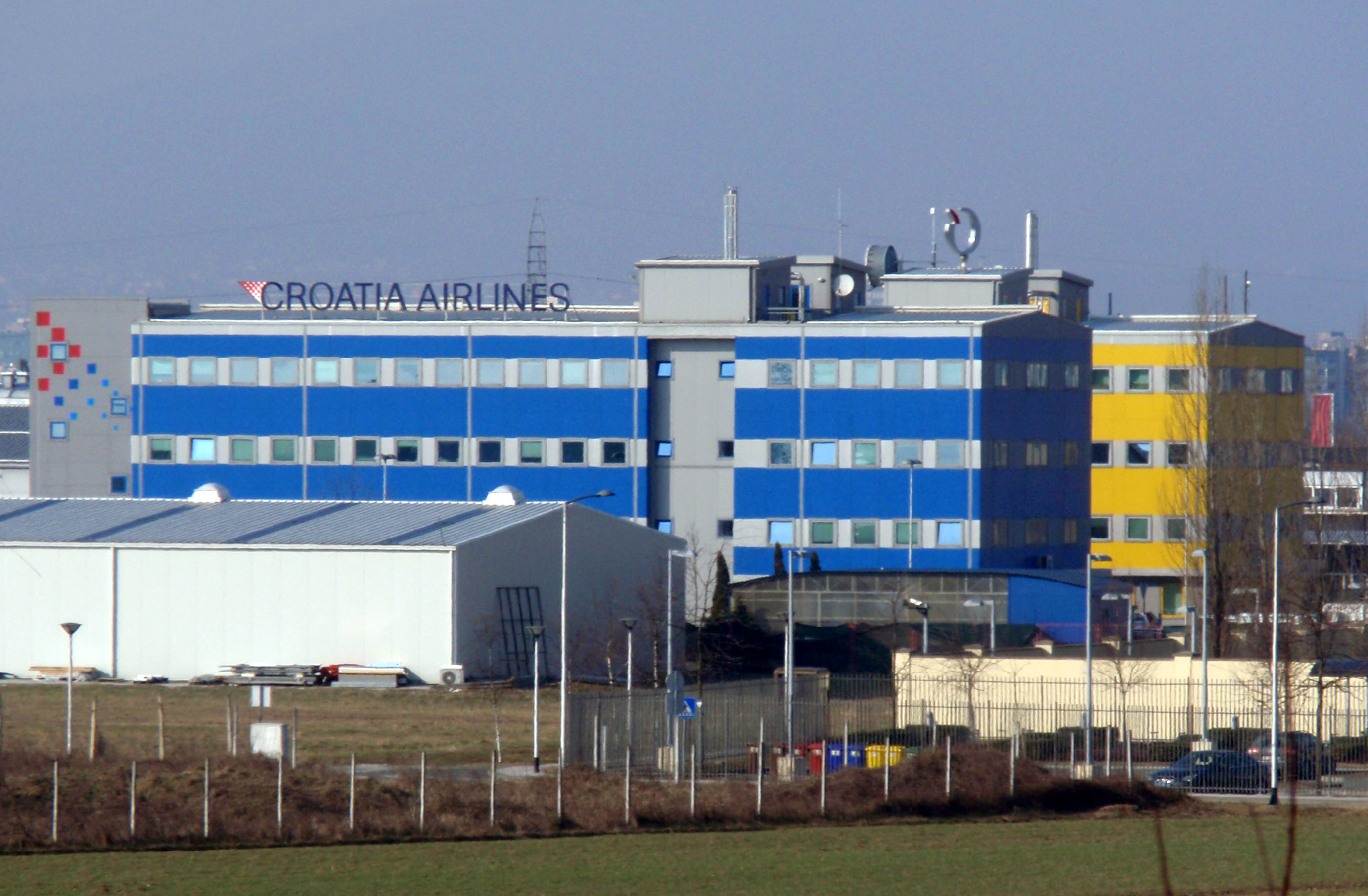
A Croatia Airlines igazgatósága Buzinban, a zágrábi repülőtértől nem messze

A légitársaság legnagyobb részvényese a horvát kormány vagyonkezelő társasága (97,02%). A zágrábi repülőtéré a részvények 1,72%-a, az Állami Betétbiztosítási és Bankrehabilitációs Ügynökségé a 0,76%-a, míg 0,50%-a nyilvános.

### Leányvállalatok
A Croatia Airlines számos, légiközlekedéshez kötődő leányvállalattal is rendelkezik:
- Obzor putovanja
- Pleso prijevoz
- Amadeus Croatia
- Croatia Airlines-Technical affairs karbantartó szervezet a zágrábi repülőtéren. 2001-ben a cég karbantartási és műszaki tanúsítványt kapott a német Luftfahrt-Bundesamt légiközlekedési hatóságtól.[13] A Croatia Airlines mellett karbantartást szolgáltat a Lufthansa, a Thomas Cook Airlines, a Sky Work Airlines és több más légitársaság gépeinek is.[14]

### Üzleti trendek
A Croatia Airlines üzleti trendjei az elmúlt években (az üzleti év december 31-én ér véget): 
|                                | 2007   | 2008   | 2009   | 2010          | 2011   | 2012   | 2013   | 2014          | 2015   |
| ------------------------------ | ------ | ------ | ------ | ------------- | ------ | ------ | ------ | ------------- | ------ |
| Forgalom (millió kuna)         | 1537   | 1729   | 1449   | 1479          | 1763   | 1786   | 1654   | 1643          | 1616   |
| Nettó bevétel (millió kuna)    | 1,0    | −89,29 | −198,5 | −156,2        | −113,1 | −487,8 | 1,4    | 7,1           | 14,6   |
| Alkalmazottak száma (év végén) | 1052   | 1113   | 1131   | 1117          | 1101   | 1086   | 1041   | 908           | -      |
| Utasok száma (millió fő)       | 1,715  | 1,869  | 1,752  | 1,641         | 1,879  | 1,952  | 1,797  | 1,825         | 1,850  |
| Utasterhelési tényező (%)      | 64,9   | 65,2   | 61,4   | 62,0          | 67,0   | 69,1   | 68,8   | 69,2          | 69,7   |
| Repülőgépek száma (év végén)   | 10     | 10     | 12     | 13            | 13     | 13     | 12     | 12            | 12     |
| Források/megjegyzések          | [ 17 ] | [ 17 ] | [ 18 ] | [ 19 ] [ 20 ] | [ 19 ] | [ 19 ] | [ 21 ] | [ 19 ] [ 22 ] | [ 23 ] |

## Úti célok

### Helymegosztási megállapodások
A Croatia Airlines a következő légitársaságokkal kötött helymegosztási megállapodást:
| - Air Canada - Air France - Air India - Austrian Airlines - Brussels Airlines - ITA Airways - KLM - LOT | - Lufthansa - Scandinavian Airlines - Singapore Airlines - Swiss International Air Lines - TAP Portugal - Turkish Airlines - United Airlines |

## Flotta

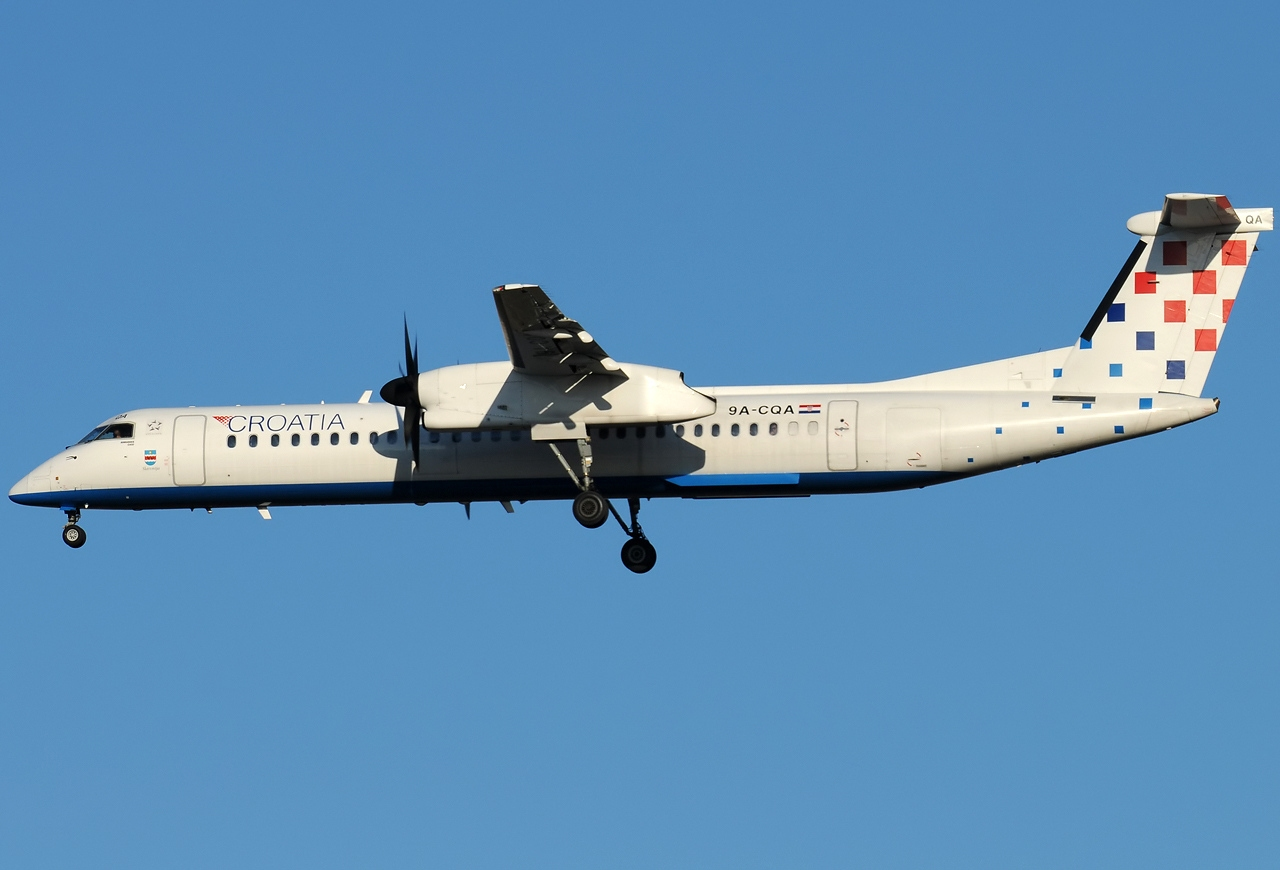
A Croatia Airlines Bombardier Dash 8 Q400 gépe

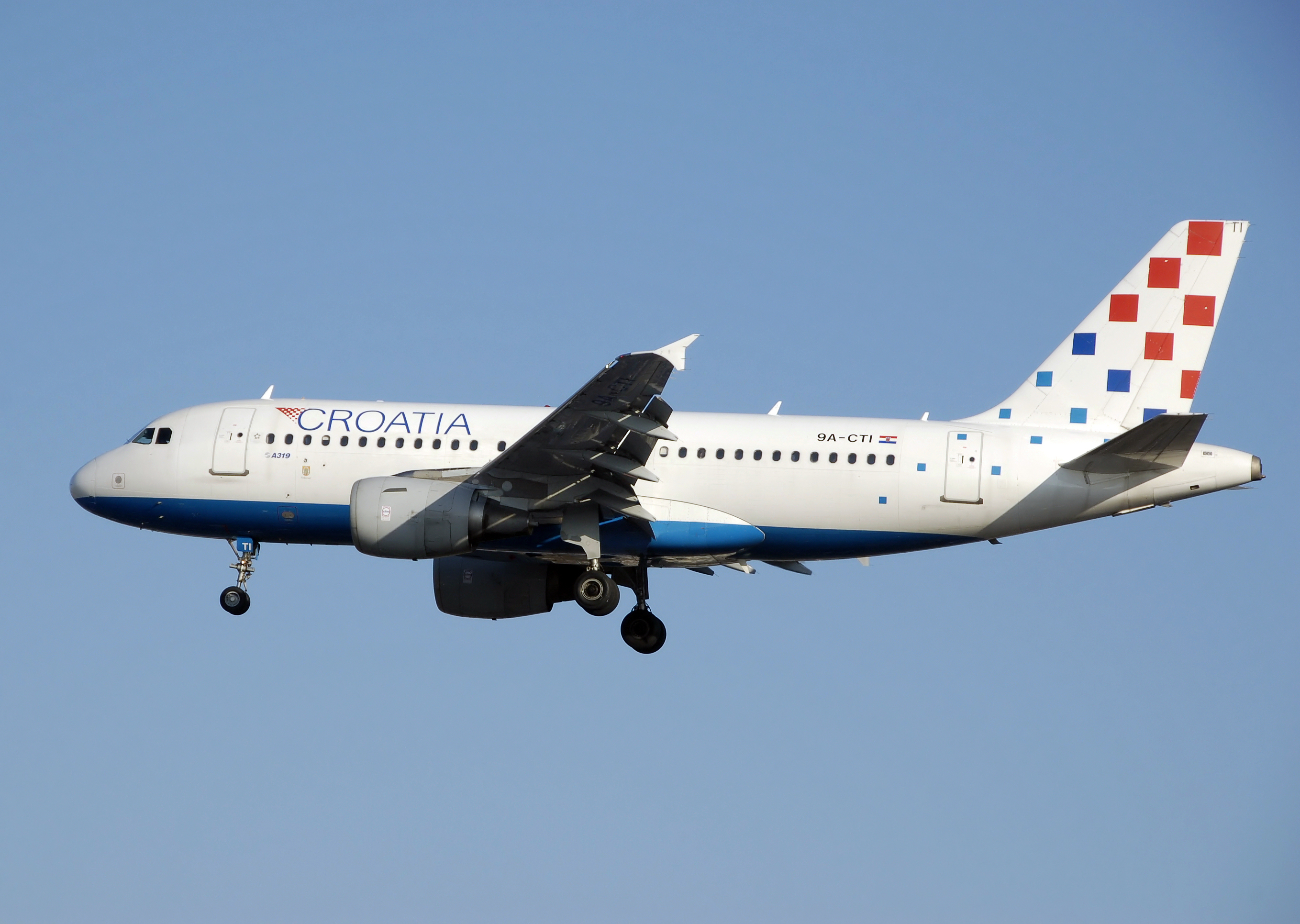
A Croatia Airlines Airbus A319-100 gépe

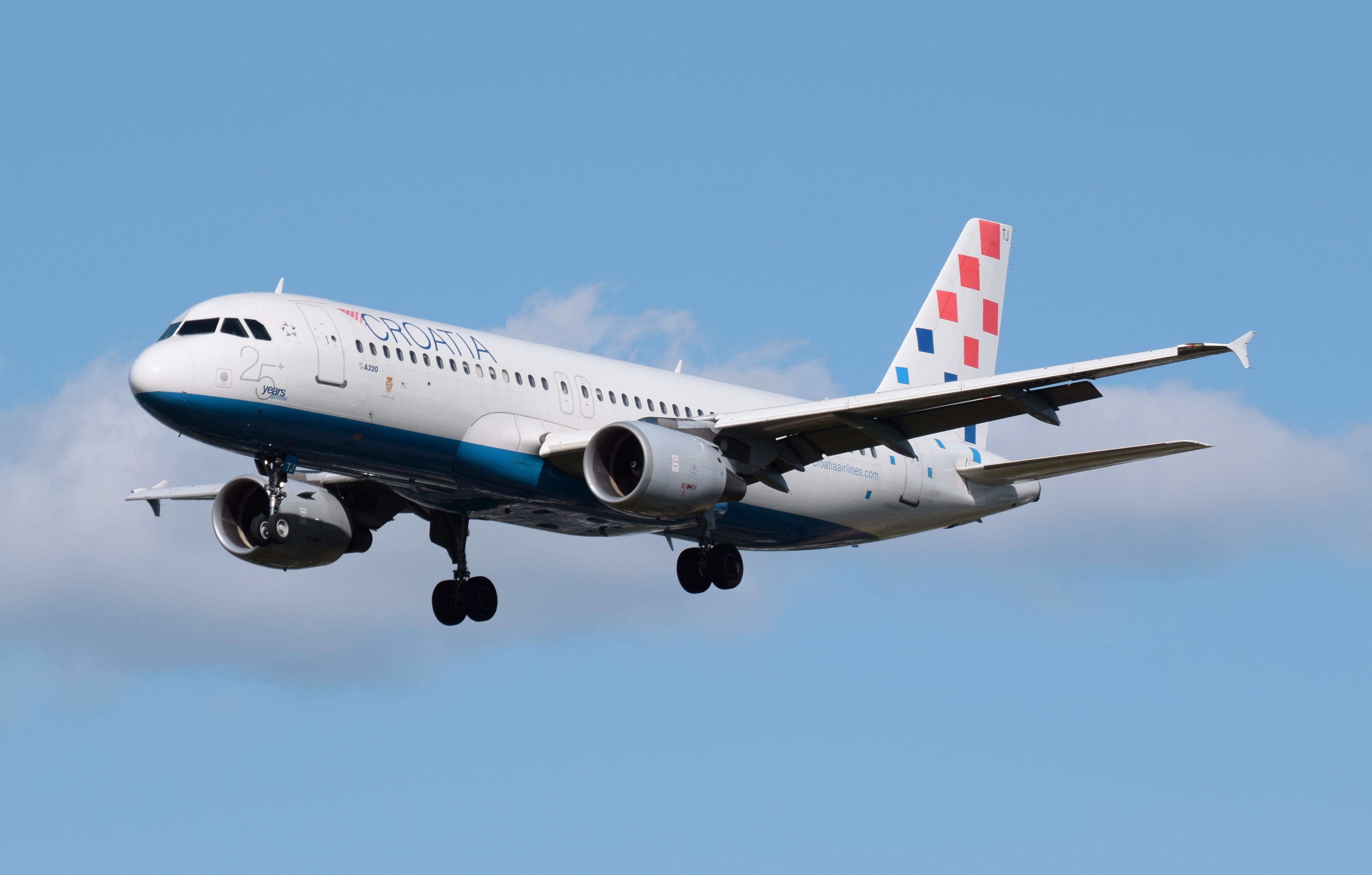
A Croatia Airlines Airbus A320-200 gépe érkezik a London Heathrow repülőtérre (2015)

### Jelenlegi flotta
A Croatia Airlines flottája jelenleg (2016 november) a következő repülőgépekből áll:

## Fordítás
- Ez a szócikk részben vagy egészben  a   Croatia Airlines című angol Wikipédia-szócikk ezen változatának fordításán alapul.  Az eredeti cikk szerkesztőit annak laptörténete sorolja fel. Ez a jelzés csupán a megfogalmazás eredetét és a szerzői jogokat jelzi, nem szolgál a cikkben szereplő információk forrásmegjelöléseként.